# Uno "Garvis" Öhrlund

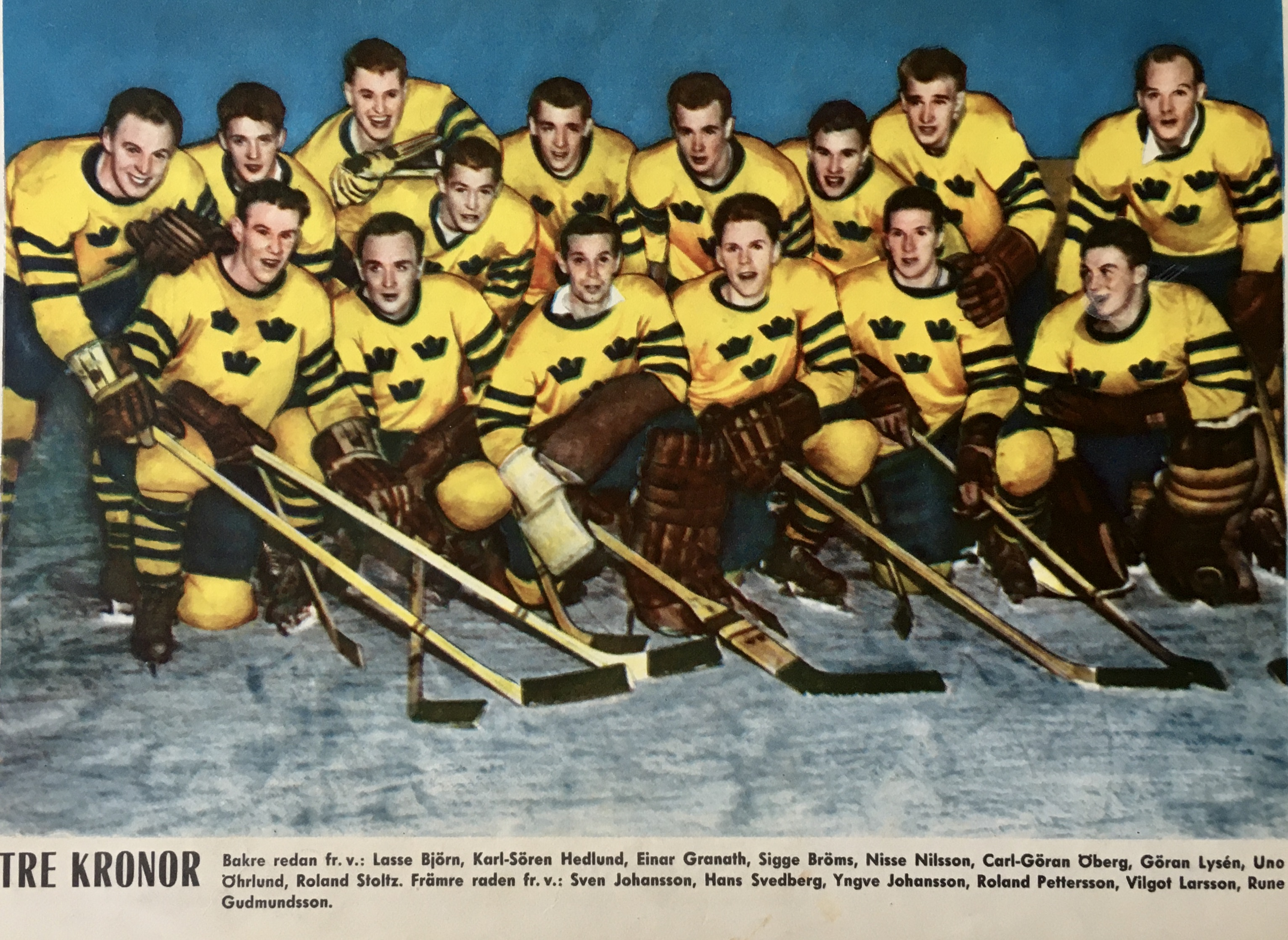
Tre Kronor i november 1958, från vänster, stående: Lasse Björn, Karl-Sören Hedlund, Einar Granath, Sigge Bröms, Nisse Nilsson, Carl-Göran "Lill-Stöveln" Öberg, Göran Lysén, Uno "Garvis" Öhrlund, Roland "Rolle" Stoltz; främre raden: Sven "Tumba" Johansson, Hasse Svedberg, Yngve Johansson, Roland "Sura-Pelle" Pettersson, Vilgot "Ville" Larsson och Rune Gudmundsson.

Uno "Garvis" Öhrlund, född 22 maj 1937, svensk ishockeyspelare, forward, från Västerås. Spelat 85 landskamper för Sveriges landslag i ishockey och två stycken juniorlandskamper. Främsta idrottsliga meriter är världsmästerskapsguld 1962 i Colorado Springs, Denver, USA samt olympiskt silver 1964 i Innsbruck, Österrike.
Uno Öhrlund startade sin idrottskarriär i IFK Västerås i dåvarande division 3 säsongen 1954-1955. Mellan säsongerna 1955–1956 och 1969-1970 spelade han i Västerås IK förutom ett år i Tingsryds AIF 1967–1968. Under åren i Västerås IK skrapade han ihop 301 poäng på 251 matcher, ett resultat som placerar honom på tredje plats i skytteligan för Västerås IK genom tiderna. Mellan åren 1962 och 1965 spelade Uno Öhrlund i svenska landslaget och blev bland annat världsmästare 1962 samt olympisk silvermedaljör 1964. Uno Öhrlund är stor grabb nummer 62. Säsongen 1963–1964 blev Uno "Garvis" Öhrlund uttagen i svenska all star team som röstas fram av svenska idrottsjournalister på två platser i laget, både som höger- och vänsterforward.
Den 20 september 2019 hissades Uno "Garvis" Öhrlunds tröja nummer 5 upp i taket på ABB Arena Nord. Uno var själv på plats och blev tackad inför en fullsatt arena för sin tid i Västerås IK mellan åren 1955 - 1970.
Han var även en skicklig fotbollsspelare i Västerås SK, IFK Västerås och Västerås IK. I bandy var han med och kvalade till Allsvenskan med Svartådalens SK.

## Klubbar
- IFK Västerås 1954-1955 division 3
- Västerås IK, 1955-1956 division 2
- Västerås IK, 1956-1966, 1968-1970 division 1 (då Sveriges högsta division)
- Tingsryds AIF, 1967-1968 division 2
- Surahammars IF, 1970-1972 division 2
- IFK Arboga, 1972-1973 division 3
- Skogsbo SK, 1973-1974 division 3
- Morgårdshammars IF, 1974-1975 division 2